# アニメ作品一覧
アニメ作品一覧（アニメさくひんいちらん）では、アニメ作品の一覧を掲載する。

## 日本国内で製作されたアニメ
- 日本のテレビアニメ作品一覧
- 日本のアニメ映画作品一覧
- 日本のOVA作品一覧
- 日本のWebアニメ作品一覧
- 日本のアダルトアニメ一覧

### ジャンルによる分類
- ギャグアニメ
- 魔法少女アニメ
- SFアニメ - ロボットアニメ
- ハーレムアニメ - 萌えアニメ - アダルトアニメ
- 幼児向けアニメ - 子供向けアニメ - 少年向けアニメ - 少女向けアニメ - 少女漫画関連アニメ作品の年代別一覧
- 防災アニメ

### 主役による分類
- 擬人化物 - 幼稚園児と以下 - 小学生 - 中学生 - 高校生 - 成人

### テレビ放送枠による主な分類
- 日本テレビ系アニメ
  - AnichU
  - MANPA
    - MONDAY PARK

  - チュッキョアニメ
  - アニメ☆7
  - アニメにむちゅ〜
- テレビ朝日系アニメ
  - ニチアサキッズタイム
  - NUMAnimation
  - ANiMAZiNG!!!
  - ANiMAZiNG2!!!
  - アニサタ
  - IMAnimation
  - 水曜アニメ＜水もん＞
  - あに。
  - アニ帯
  - アニメA
- TBS系アニメ
  - 土6
  - 日5
  - アニメサタデー630
  - アニアニランド
  - アニメリコ
  - スーパーアニメイズム
  - アニメイズム
  - アニメシャワー
  - アニメ特区
- テレビ東京系アニメ
  - 熱血電波倶楽部
  - アニメ530
  - アニメノチカラ
  - ヘーベルハウス劇場
  - プリスクタイム
- フジテレビ系アニメ
  - 世界名作劇場
  - アドベンチャーサンデー
  - NOISE
  - ノイタミナ
  - +Ultra
  - アニメギルド
- UHFアニメ一覧
  - アニメコンプレックス
  - 動画大陸
  - アニメスピリッツ（旧：アニメ魂）
  - A15
  - E!TV
  - ULTRA SUPER ANIME TIME
  - あにめのめ
- NHKアニメ劇場
- 深夜アニメ
- WOWOWアニメ
  - アニメプライム
- アニメ+
  - ANIME+
  - キッズアニメ∞
- 日曜アニメ劇場
- アニおび

### 配給元による分類
- 東映まんがまつり - 東映アニメフェア
- 東宝チャンピオンまつり

### シリーズによる分類
- 藤子不二雄のアニメ作品
- ドラえもん - ドラえもん映画作品
- ぴえろ魔法少女シリーズ
- ガンダムシリーズ一覧
- 勇者シリーズ
- エルドランシリーズ
- 長浜ロマンロボシリーズ
- J9シリーズ

### その他の観点による分類
- 東京を舞台にした漫画・アニメ作品

ウィキペディアに記事がある物を中心とし、まず製作元が日本国内・日本国外（日本へ輸入された作品）のどちらかで分け、次にテレビアニメ、アニメ映画、OVAで分類し、それぞれの枠内で50音順に並べた。

## 日本国内で製作されたその他のアニメ
教育映画や研修用などとして製作された作品と、プラネタリウムや博物館等の特定施設、博覧会等の特定イベントで上映するための作品の二つに大別される。

### 教育アニメ
防災教育用のものは防災アニメの項を参照。

### プラネタリウム上映用アニメ
- 宇宙兄弟
  - 宇宙兄弟 一点のひかり
  - Space Dreamers 宇宙兄弟 南波六太がやってきた!
- おじゃる丸 いん石小僧がふってきた
- 銀河鉄道999
  - 銀河鉄道999 〜消えた太陽系〜
  - 銀河鉄道999 for PLANETARIUM
  - 銀河鉄道999 星空はタイムマシーン
  - 銀河鉄道999 赤い星ベテルギウス いのちの輝き
- 進撃の巨人 IN THE DOME -兵士たちの星空-
- それいけ!アンパンマン
  - それいけ!アンパンマン ～星の色と空の色～
- ちびまる子ちゃん 星にねがいを
- ドラえもん
  - ドラえもんとさがそう 宇宙のともだち
  - ドラえもん 宇宙ふしぎ大探検
  - ドラえもん 宇宙ふしぎ大探検2 〜太陽系のひみつ〜
  - ドラえもん 宇宙ふしぎ大探検3 〜地球のふしぎ〜
- 忍たま乱太郎
  - 忍たま乱太郎 〜星に誓った友情物語の段〜
  - 忍たま乱太郎 〜天狗の秘密と消えた太陽の段〜
- 火の鳥 絆編
- planetarian 〜ちいさなほしのゆめ〜 プラネタリウム特別版
- プラネテス PHASE PLANETARIUM 屑星の空
- ポケットモンスター サン＆ムーン プラネタリウム
- ぼのぼの 宇宙から来たともだち
- ムーミン谷のオーロラ
- ムーミン谷の物語 星と花のセレナーデ
- 妖怪ウォッチ プラネタリウムは星と妖怪がいっぱい!
- ONE PIECE
  - ONE PIECE 〜宇宙っておっもしれえ! 星空島編〜
  - ONE PIECE THE PLANETARIUM

### 常設施設での上映用のアニメ
- 小川のメダカ （石ノ森章太郎ふるさと記念館） - マッドハウス
- 空想の空飛ぶ機械達 （三鷹の森ジブリ美術館） - スタジオジブリ
- くじらとり （三鷹の森ジブリ美術館） - スタジオジブリ
- コロの大さんぽ （三鷹の森ジブリ美術館） - スタジオジブリ
- フィルムぐるぐる （三鷹の森ジブリ美術館） - スタジオジブリ
- めいとこねこバス （三鷹の森ジブリ美術館） - スタジオジブリ
- たまごひめ（三鷹の森ジブリ美術館） - スタジオジブリ
- 毛虫のボロ（三鷹の森ジブリ美術館） - スタジオジブリ

### 日本単独制作及び日本国内未放送で日本国外へ輸出された作品
| 公開年          | 作品名                                    | 制作会社                   | 話数   |
| --------------- | ----------------------------------------- | -------------------------- | ------ |
| 2005年 - 2006年 | デュエル・マスターズ(第27話 - 第52話)     | スタジオ雲雀               | 全26話 |
| 2011年 - 2012年 | 爆丸バトルブローラーズ メクタニウムサージ | トムス・エンタテインメント | 全46話 |
| 2012年          | ベイウィールズ                            | SynergySP                  | 全13話 |
| 2014年          | ベイウォーリアーズ ベイレイダーズ         | SynergySP                  | 全13話 |
| 2014年 - 2015年 | ベイウォーリアーズ サイボーグ             | SynergySP                  | 全28話 |
| 2023年          | ベイブレードバースト クアッドストライク   | OLM                        | 全26話 |

## 日本国外で製作され、日本に輸入された作品

### 日本国外製・テレビアニメ

#### あ行
- アクアキッズ
- 阿貴的家族
  - 阿貴的家族〜アークエ・ファミリー全員集合
  - アークエとガッチンポー
  - アークエとガッチンポー てんこもり
- アート オブ ミレル 〜チェコアニメの世界〜
- アダムス・ファミリー
- アドベンチャー・タイム
- アニマニアックス
- アバローのプリンセス　エレナ
- アリエル
- アリスとふしぎのくにのベーカリー
- アルビンとチップマンクス
- アンジェラ・アナコンダ
- アンダードッグショー
- イーハー!きょうりゅうぼくじょう
- イエロー・ジャケット
- いっしょにあそぼう!　くまのプーさん
- イソップ座へようこそ!
- インヴェイジョンUSA
- ウーナとババの島
- ウォーターシップダウンのうさぎたち
- 宇宙怪人ゴースト
- EVIL OR LIVE
- 縁結びの妖狐ちゃん
- おうこくのめいたんてい ミラ
- 大暴れ孫悟空
- オギー&コックローチ
- オギーとダディー
- おかしなガムボール
- おさるのジョージ
- オジー&ドリックス
- おしゃれにナンシー・クランシー
- おたすけマニー
- おっはよー!アンクル・グランパ
- おてんばソフィー
- おとぎのもりのゴールディとベア
- 親指トム
- オリビア

#### か行
- 怪力アント
- 怪獣王ターガン
- カード・バトルZERO
- カートゥーン・チューンズ
- ガーフィールド
- かいけつ!チーム・チキン
- かわうそファミリー
- ガズ～ン
- カペリート
  - カペリート2
- ガンビー
- きかせて!ピンキー ゆかいなお話
- きかんしゃトーマス
- キッパー
- キャスパー
- キャッチ!ティニピン
- キャプテン・プラネット - ハンナ・バーベラ・プロダクション
- キャンプ・ラズロ
- きんきゅうしゅつどう隊 OSO
- クズ悪役の自己救済システム
- クマゴロー
- くまのパディントン
- クラス・オブ・ミュージック!
- クラスメイトはモンキー
- クランプ・ツインズ
- クリエイティブ・ギャラクシー
- グリジ―とレミングス
- 幻影闘士バストフレモン - 同友動画
- コアラ・ブラザーズ
- 攻略うぉんてっど!〜異世界救います!?〜
- ゴジラ - ザ・シリーズ
- こひつじのティミー
- ゴリラのゴンちゃん
- コロちゃんのぼうけん

#### さ行
- 最後の召喚師 -The Last Summoner-
- サウスパーク
- サッカーおばあちゃん
  - スポ根おばあちゃん
- サムライジャック
- サラとダックン
- G.I.ジョー・エクストリーム
- シープ
- 科学少年J.Q
- ジェネレーター・レックス
- ジェイクとネバーランドのかいぞくたち
- ジェニーはティーン☆ロボット
- ジェネレーター・レックス
- 時空冒険記ゼントリックス
- ジドウスポーツ
- ジミー・ニュートロン 僕は天才発明家!
- じゃじゃ熊一家 - ハンナ・バーベラ・プロダクション
- ジャスティス・リーグ
- ジャッキー・チェン・アドベンチャー
- ジャングル・ジャンクション
- 少女チャングムの夢
- ジョニー・ブラボー - ハンナ・バーベラ・プロダクション
- ジョジョ・サーカス
- しろくまのクロード
- しろくまベッコムが来た!
- Sing×3♪ぼくら、バックヤーディガンズ!
- 新くまのプーさん
- スーパーキティ
- スーパースリー
- スター・ウォーズ　ヤング・ジェダイ・アドベンチャー
- スティーブン・ユニバース
- スティーブン・スピルバーグのトゥーンシルバニア
- ズーとたのしいシマウマかぞく
- スカイキッドブラック魔王 - ハンナ・バーベラ・プロダクション
- すすめ!オクトノーツ
- スパイディとゆかいななかまたち
- Spiritpact
  - SPIRITPACT -黄泉の契り-
- スポーン
- スポンジボブ
- 装甲救助部隊レストル - ソウルムービー
- せいぶのねこキャリー
  - ぞうのババール　～バドゥのだいぼうけん～

#### た行
- 大魔王シャザーン
- タコのロクちゃん
- ダックテイルズ
- ダニーとダディ
- タンタンの冒険旅行
- ちいさなプリンセス ソフィア
- チキチキマシン猛レース - ハンナ・バーベラ・プロダクション
- チクタク・タウン
- ちびっこバス　タヨ
- チャーリーとローラ
- チャウダー
- チャギントン
- チュースケとチュータ
- 超人ハルク
- 珍犬ハックル - ハンナ・バーベラ・プロダクション
- ティーン・タイタンズ
- ティーン・タイタンズGO
- デクスターズラボ - ハンナ・バーベラ・プロダクション
- テディ・ラクスピンの冒険
- テレサ アンナ ヘレナ 3つごのだいぼうけん
- 天官賜福
  - 天官賜福 貮
- 電子鳥人Uバード - ハンナ・バーベラ・プロダクション
- 天書奇譚
- トータリー・スパイズ!
- ドーラといっしょに大冒険
- トゥーストゥーピッドドッグス - ハンナ・バーベラ・プロダクション
- TO BE HERO
  - TO BE HEROINE
- 動物園通り64番地
- 動物オリンピック
- 突貫カメ君
- ドックはおもちゃドクター
- トッツ　とべ!　あかちゃん　おとどけたい
- ドット
- ドボチョン一家の幽霊旅行
- トムとジェリー
  - トムとジェリー テイルズ
  - トムとジェリーキッズ
  - 新トムとジェリー
  - トムとジェリー大行進
  - トムとジェリー ショー
- ドラゴン・ブースター
- ドラ猫大将
- トレインヒーロー
- ドンキーコング

#### な行
- なかよしおばけ
- 長くつ下のピッピ
- 虹の戦記イリス
- 2020年ワンダー・キディ
- ネッズニュート
- ノルディ　おもちゃの国のめいたんてい

#### は行
- Hi Hi Puffy AmiYumi
- ハイアール兄弟
- ハイ・ホー7D
- パウ・パトロール
- 爆走バギー大レース
- パグ・パグ・アドベンチャー
- バットマン
  - バットマン・ザ・フューチャー
  - ザ・バットマン
  - バットマン:ブレイブ&ボールド
- パップストラクション
- パップちゃんとスイートおばさん
- バニータウン
- HELLO!オズワルド
- 早射ちマック
- パワーパフガールズ - ハンナ・バーベラ・プロダクション
- バンピリーナとバンパイアかぞく
- ビーストウォーズ 超生命体トランスフォーマー
  - ビーストウォーズメタルス 超生命体トランスフォーマー
  - 超生命体トランスフォーマー ビーストウォーズリターンズ
- ピーターラビットとなかまたち
- 一人之下 羅天大醮篇・全性篇
- ビッケはちいさなバイキング
- 秘密探偵クルクル - ハンナ・バーベラ・プロダクション
- 101匹わんちゃんストリート
- ヒョウタン兄弟
- ひらめき!ユリーカ
- ビリー&マンディ
- ピンクパンサー (アニメ)
- ファイヤーバディ
- フィリックス・ザ・キャット
- プーさんといっしょ
- ブーンドックス
- ファンタスティック・フォー（宇宙忍者ゴームズ）
- フォスターズ・ホーム
- フラニーズ・フィート
- ぶぶチャチャ
- ブルーイ
- ペット・エイリアン
- ペッパピッグ
- ペネロッピー絶体絶命
- ペネロッピーと7人の仲間たち
- ベン10
  - ベン10:エイリアンフォース
  - ベン10:アルティメット・エイリアン
- ヘンリー・ハグルモンスター
- 封神演義 〜ナタクの大冒険〜
- ほえよ!0011
- ホームムービーズ
- ポストマン・パット
- ポペッツタウン

#### ま行
- マイティマウス
- マジックおばさん
- マジック・スクール・バス
- マシューせんせい 〜ゆかいなヒルトップ病院〜
- マドレーヌシリーズ
  - 　マドレーヌ（衛星アニメ劇場で放送）
  - 　新マドレーヌ（上記の続編シリーズ。衛星アニメ劇場で放送）
  - 　マドレーヌといっしょに（シリーズ3作目。毎日放送により地上波で放送）
- マペット・ベビー
- ママ・ミラベルのムービータイム
- マメモ
- ミオ&マオ
  - ミオ&マオ2
- ミグ・セッド
- ミスター・ビーン
- Mr.MENショー
- ミッキーマウス　クラブハウス
- ミッキーマウス　クラブハウス プラス
- ミッキーマウスとロードレーサーズ
- ミッキーマウス　ファンハウス
- ミッキーマウス　ミックス・アドベンチャー
- みつばちマーヤ
- 実りの森のなかまたち
- みんなヒーロー! ～ヒグリータウンのなかまたち～
- ムークのせかいりょこう
- 無口なウサギ
- ムーチャ・ルーチャ
- ミュータント・タートルズシリーズ
  - ティーンエイジ・ミュータント・ニンジャ・タートルズ (1987年のアニメ)
  - ティーンエイジ・ミュータント・ニンジャ・タートルズ (2003年のアニメ)
  - ティーンエイジ・ミュータント・ニンジャ・タートルズ (2012年のアニメ)
- メイシー
- メグとモグ
- もしネズミにクッキーをあげると
- 森のスマーフ

#### や行
- やんちゃなブルーノ
- 幽霊城のドボチョン一家
- ヨーホー!アホイ!
- 齢5000年の草食ドラゴン、いわれなき邪竜認定
- 弱虫クルッパー - ハンナ・バーベラ・プロダクション
  - スクービー&スクラッピー ドゥー
- ゆかいなみつばちファミリー
- 四銃士

#### ら・わ行
- ライオン・ガード
- ライオン・キングのティモンとプンバァ
- らぶたま〜I love egg
- ラプンツェル　ザ・シリーズ
- ラムジーちゃん
- リサとガスパール
- リッピーとハーディー
- リトル・アインシュタイン
- リトル ルル
- リトルロボット
- リブート (アニメ)
- リロ・アンド・スティッチ　ザ・シリーズ
- ルーニー・テューンズ（バッグス・バニー・ショー）
  - タイニー・トゥーンズ
  - シルベスター&トゥイーティー ミステリー
  - ダック・ドジャース
  - ベビー・ルーニー・テューンズ
  - ルーニー・テューンズ・ショー
- ルビー・グルーム
- レスキューペット　ロボゴボ
- LES TRIPLES
- ローリー・ポーリー・オーリー
- ローンレンジャー
- ロケッティア
- ワード・ワールド
- ワニのワリー

### 日本国外製・アニメ映画
アメリカのアニメ映画作品は、アメリカ合衆国のアニメ映画作品一覧に参照。
- イリュージョニスト
- 悦楽共犯者
- 王女とゴブリン
- 風が吹くとき
- チコとリタ
- 風雲決 ストームライダーズ
- ベルヴィル・ランデブー
- 宝蓮灯
- ルネッサンス
- 羅小黒戦記 ぼくが選ぶ未来

### 日本国外製・OVA
- アラジン完結編　盗賊王の伝説
- きかんしゃトーマス 伝説の英雄
- くまのプーさん　クリストファー・ロビンを探せ!
- シンデレラIII 戻された時計の針
- ティンカー・ベルと流れ星の伝説
- トムとジェリー　カウボーイ・アップ!
- バンビ2 森のプリンス
- 美女と野獣 ベルのファンタジーワールド
- ミッキー、ドナルド、グーフィーの三銃士
- リトル・マーメイドIII はじまりの物語
- LEGO(R)バットマン:ザ・ムービー＜ヒーロー大集合＞

### 日本国外製・配信アニメ
- ハズビン・ホテル

## 日本国外で制作され、日本未公開の作品
- 44 Cats
- Abby Hatcher
- ALVINNN!!! and The Chipmunks
- Blaze and the Monster Machines
- Bunsen Is a Beast
- Butterbean's Café
- Corn & Peg
- Glitch Techs
- ノミオとジュリエット
- Man of the House
- モンスター・アレルギー
- Pinky Malinky
- Pony
- Rainbow Butterfly Unicorn Kitty
- Rise of the Teenage Mutant Ninja Turtles
- Rugrats (2020 TV series)
- 千年狐ヨウビ
- The Adventures of Kid Danger
- The Casagrandes
- The Loud House
- The Mighty B!
- Welcome to the Wayne
- Wonder Park

## アニメーションを用いた教育・バラエティ番組
- みんなのうた
- セサミストリート
- Schoolhouse Rock!
- アニメDEマンザイ じゃりン子チエ
- ニャロメのおもしろ数学教室
- 再現・古代歴史ものがたり
- ひとりでできるもん!
- アニメで再現 クイズ!世界ほんとの本当
- 妖怪博士 水木しげるの夢探検 霊魂が騒ぎ!悪魔が笑う!これが超常現象だ!
- 音楽ファンタジー・ゆめ
- まんが日本史(NHK版)
- はだしのゲンは忘れない ～チェルノブイリの子どもたちとの約束～
  - はだしのゲン ヒロシマからアメリカへ
- 江戸老い物語
- ウゴウゴ・ルーガ
  - ウゴウゴ・ルーガ2号
- まみちゃんのふしぎな旅
- みぃつけた
- 恐竜スペシャル 大発掘!!中国・内モンゴル奥地に世界最大の恐竜墓場は実在した!!
- わくわく動物園
- トキワ荘の時代 ～マンガが青春だったころ～
- 安野光雄のペペロン村えにっき
- なんでもQ
- いないいないばあっ!
- テリーさんのマジック・シザーズ
- ヨシモト昆虫大図鑑 ムチッ子物語
- 虚像の神様 〜麻原法廷漫画〜
- 永遠のアトム 手塚治虫物語
- わたしのきもち
- Classical Baby